# إدوارد ستيوارت (لاعب اتحاد الرغبي)
إدوارد ستيوارت (بالإنجليزية: Edward Stewart)‏ هو لاعب اتحاد الرغبي نيوزيلندي، ولد في 29 أكتوبر 1901 في Milton, New Zealand ‏ في نيوزيلندا، وتوفي في 12 ديسمبر 1979 في تيمارو ‏ في نيوزيلندا.